# Prêmio George David Birkhoff
O Prêmio George David Birkhoff de Matemática Aplicada é concedido trienalmente pela American Mathematical Society e Society for Industrial and Applied Mathematics. Homenageia o matemático George David Birkhoff, dotado com 5000 dólares.

## Agraciados[1]
- 1968 Jürgen Moser
- 1973 Fritz John, James Serrin
- 1978 Garrett Birkhoff, Mark Kac, Clifford Truesdell
- 1983 Paul Garabedian
- 1988 Elliott Lieb
- 1994 Ivo Babuška, S. R. Srinivasa Varadhan
- 1998 Paul Rabinowitz
- 2003 John Mather e Charles Peskin
- 2006 Cathleen Synge Morawetz
- 2009 Joel Smoller
- 2012 Björn Engquist
- 2015 Emmanuel Candès
- 2018 Bernd Sturmfels
- 2021 Gunther Uhlmann